# Антоанета Бонева
Антоанета Бонева (нар. 17 січня 1986) — болгарський стрілець, срібна призерка Олімпійських ігор 2020 року.

## Виступи на Олімпіадах
| Олімпіада           | Дисципліна                              | Місце |
| ------------------- | --------------------------------------- | ----- |
| Лондон 2012         | пневматичний пістолет, 10 метрів        | 9     |
| Лондон 2012         | пістолет, 25 метрів                     | 10    |
| Ріо-де-Жанейро 2016 | пневматичний пістолет, 10 метрів        | 41    |
| Ріо-де-Жанейро 2016 | пістолет, 25 метрів                     | 8     |
| Токіо 2020          | пневматичний пістолет, 10 метрів        | 2     |
| Токіо 2020          | пістолет, 25 метрів                     | 4     |
| Париж 2024          | пневматичний пістолет, 10 метрів        | 16    |
| Париж 2024          | пістолет, 25 метрів                     | 11    |
| Париж 2024          | пневматичний пістолет, 10 метрів, мікст | 12    |